# Надя Джонстон
Надя Джонстон (англ. Nadia Johnston; нар. 23 жовтня 1977) — колишня австралійська тенісистка.
Найвищу одиночну позицію світового рейтингу — 314 місце досягла 30 квітня, 2001, парну — 245 місце — 9 квітня, 2001 року.

## Фінали ITF
| турніри $25,000 |
| турніри $10,000 |

### Одиночний розряд (1–1)
| Результат | Ранг | Дата          | Турнір             | Покриття | Суперниця       | Рахунок       |
| --------- | ---- | ------------- | ------------------ | -------- | --------------- | ------------- |
| Поразка   | 1.   | 9 травня 1999 | Поса-Ріка, Мексика | Тверде   | Жоана Кортез    | 3–6, 6–3, 2–6 |
| Перемога  | 1.   | 8 травня 2000 | Тампіко, Мексика   | Тверде   | Даніела Олівера | 6–3, 6–0      |

### Парний розряд (1–5)
| Результат | Ранг | Дата           | Турнір                                 | Покриття | Партнерка          | Суперниці                        | Рахунок       |
| --------- | ---- | -------------- | -------------------------------------- | -------- | ------------------ | -------------------------------- | ------------- |
| Поразка   | 1.   | 3 травня 1999  | Поса-Ріка, Мексика                     | Тверде   | Ніколь Сьюелл      | Паула Раседо Аліенор Трісеррі    | 1–6, 6–7(5–7) |
| Поразка   | 2.   | 1 серпня 1999  | Балтимор, США                          | Тверде   | Кендіс де ла Торре | Лорен Калварія Марі-Ев Пеллетьє  | 6–7(5–7), 3–6 |
| Поразка   | 3.   | 21 травня 2000 | Поса-Ріка, Мексика                     | Тверде   | Кендіс де ла Торре | Мелоді Фалько Карла Тіене        | 6–4, 2–6, 3–6 |
| Перемога  | 1.   | 18 червня 2000 | Маунт-Плезант (Південна Кароліна), США | Тверде   | Мелані Клейтон     | Мая Палавершич Джакелін Трейл    | 4–6, 6–3, 6–2 |
| Поразка   | 4.   | 29 жовтня 2000 | Далбі, Австралія                       | Тверде   | Мелані Клейтон     | Керрі-Енн Г'юз Рейчел Макквіллан | 0–3, ret.     |
| Поразка   | 5.   | 5 березня 2001 | Воррнамбул, Австралія                  | Трава    | Маніша Малхотра    | Сімона Аргіре Ремі Уда           | 3–6, 3–6      |